# Jago Geerts
Jago Geerts (Geel, 21 april 2000) is een Belgisch motorcrosser.

## Levensloop
In 2014 werd hij Nederlands en Europees kampioen in de EMX85.
Vanaf 2015 kwam Geerts uit in het EK 125cc, met KTM. Nadat hij het seizoensbegin miste door blessures, kwam hij op het einde van het seizoen onder stoom, met een tweede plaats in België en de overwinning in Nederland. Zo werd hij elfde in de eindstand. In 2016 wist Geerts Europees kampioen te worden in de EMX125 met meer dan honderd punten voorsprong. Van de zeven wedstrijden won hij er drie, werd drie keer tweede en twee keer derde. Ook werd hij junior wereldkampioen in deze klasse. Dit leverde hem de titel 'Sportbelofte van het Jaar' op.
In 2017 kwam Geerts uit in het Europees kampioenschap MX2. Hij wist tweemaal op het podium te eindigen en werd finaal zevende. Tevens maakte Geerts dat jaar enkele gastoptredens in het wereldkampioenschap MX2, waarin hij zich liet opmerken door zijn goede starts. Hij wist enkele punten te scoren en werd negenenveertigste in de eindstand. In 2018 en 2019 kwam Geerts voltijds uit in het WK MX2 met Yamaha, onder begeleiding van Marnicq Bervoets. In 2018 werd hij achtste en in 2019 derde in de WK-eindstand. Voor deze prestatie ontving hij het Gouden Stuur.
In 2020 won hij zes Grands Prix. De eerste was die in het Britse Matterley Basin nabij Winchester. Vervolgens won hij in het Letse Riga en Ķegums Daarna volgden overwinningen in het Italiaanse Mantova en Trentino. In het WK-eindklassement eindigde hij tweede.

## Palmares
- Deelnemer Wereldkampioenschap MXGP: 2025
- 33 Wereldkampioenschap MXGP: 2024 (Blessure)
- Wereldkampioenschap MX2: 2023
- Wereldkampioenschap MX2: 2022
- Wereldkampioenschap MX2: 2021
- Wereldkampioenschap MX2: 2020
- Wereldkampioenschap MX2: 2019
- Wereldkampioenschap EMX125: 2016
- Europees kampioenschap EMX125: 2016
- Europees kampioenschap EMX85 : 2014
- Dutch Masters of Motocross MX2: 2018
- Dutch Masters of Motocross MX2: 2019
- Dutch Masters of Motocross 125cc: 2016
- Nederlands kampioenschap EMX85: 2014

| 1  | 01-03-2020 | Groot-Brittannië          | Matterley Basin    |
| 2  | 12-08-2020 | Riga (Letland)            | Ķegums             |
| 3  | 16-08-2020 | Ķegums (Letland)          | Ķegums             |
| 4  | 04-10-2020 | Europa (Italië)           | Mantova            |
| 5  | 01-11-2020 | Trente (Italië)           | Pietramurata       |
| 6  | 04-11-2020 | Pietramurata (Italië)     | Pietramurata       |
| 7  | 18-07-2021 | Nederland                 | Oss                |
| 8  | 01-08-2021 | Vlaanderen                | Lommel             |
| 9  | 07-11-2021 | Lombardije (Italië)       | Mantova            |
| 10 | 10-11-2021 | Città di Mantova (Italië) | Mantova            |
| 11 | 06-03-2022 | Lombardije (Italië)       | Mantova            |
| 12 | 24-04-2022 | Letland                   | Ķegums             |
| 13 | 08-05-2022 | Italië                    | Maggiora           |
| 14 | 17-07-2022 | Tsjechië                  | Loket              |
| 15 | 24-07-2022 | Vlaanderen                | Lommel             |
| 16 | 07-08-2022 | Zweden                    | Uddevalla          |
| 17 | 12-03-2023 | Patagonië-Argentinië      | Villa La Angostura |
| 18 | 26-03-2023 | Sardinië (Italië)         | Riola Sardo        |
| 19 | 30-04-2023 | Portugal                  | Águeda             |
| 20 | 02-07-2023 | Lombok (Indonesië)        | Lombok             |
| 21 | 16-07-2023 | Tsjechië                  | Loket              |
| 22 | 23-07-2023 | Vlaanderen                | Lommel             |
| 23 | 17-09-2023 | Italië                    | Maggiora           |
| 24 | 24-09-2023 | Groot-Brittannië          | Matterley Basin    |